# Claude-Adrien Jumentier
Pour les articles homonymes, voir Jumentier.
L'abbé Claude-Adrien Jumentier, né à Chartres (paroisse Saint-Chéron) le 30 mai 1749 et mort dans cette même ville le 8 août 1840, est un ecclésiastique français.

## Biographie
Fils de Claude Jumentier, vigneron à Chartres, et d'Anne Mercier, il a pour frère puiné Étienne Jumentier (1759-1846), député d'Eure-et-Loir de 1802 à 1807 et pendant les Cent-Jours de 1815.
Il entre dans les ordres et devient vicaire de la paroisse de Saint-Saturnin en 1775, curé de Saint-Hilaire de Chartres en 1787, puis procureur de l'officialité et, à la suite de la suppression de la cure de Saint-Hilaire par décret de l'Assemblée nationale en date du 27 avril 1791, vicaire épiscopal de la cathédrale Notre-Dame de Chartres.
Claude-Adrien Jumentier est élu député suppléant du clergé pour le bailliage de Chartres aux États généraux de 1789.
En 1790, il prête serment à Constitution civile du clergé et entre l'année suivante au Conseil épiscopal de l'évêque de Chartres, Nicolas Bonnet.
En 1791, il est chargé, avec d'autres personnes, comme commissaire nommé par le conseil épiscopal de l'exhumation du corps de six hauts dignitaires religieux inhumés dans la chapelle du séminaire de Chartres dans des cercueils de plomb, qui venait d'être vendue, en vue de leur translation dans le cimetière Notre-Dame.
Deux ans plus tard, en décembre 1793, il est chargé, avec un autre ecclésiastique, en présence d'une cinquantaine de personnes, de l'ouverture de la Sainte châsse contenant entre autres reliques la Sainte chemise, qu'il réussit à sauver en partie, des personnes ayant assisté à l'ouverture de la châsse ayant demandé qu'on leur en donnât quelques petits morceaux découpés.
Il sauve de la destruction le groupe de l'Assomption.
Il devient membre du Jury central d'instruction publique d'Eure-et-Loir avec Bellier du Chesnay et Bouvet-Jourdan.
À la suppression des ordres religieux lors de la Révolution, dont les manuscrits et livres avaient été empilés dans le cœur et les bas-côtés de la cathédrale, il se charge, avec Bellier du Chesnay, Dattin de Lancey et Bouvet-Jourdan, de mettre de l'ordre dans ce chaos, créant ainsi la Bibliothèque municipale de Chartres, dont il fut le conservateur, puis président de 1829 à 1840. La majeure partie de ces manuscrits et livres a disparu dans l'incendie de la bibliothèque municipale de Chartres le 26 mai 1944.
Il était également administrateur des hospices de Chartres.
Il est nommé vicaire de l'église Saint-Pierre de Chartres en 1803 et le restera jusqu'à sa mort, refusant le doyenné de Courville-sur-Eure.
Alors qu'un certain Adam, cuirassier au 3e régiment, devait passer devant le conseil de guerre à Paris pour la vente de son équipement militaire, l'abbé Jumentier, qui eut connaissance de l'affaire, chercha à récupérer l'équipement vendu fautivement par le militaire, le racheta à ses frais et remis lui-même au chef du corps d'Adam l'équipement militaire. L'acquittement du soldat fut alors demandé.
Alors qu'une épidémie de typhus frappe Chartres en 1814, il se dévoue, sans se soucier d'attraper lui aussi la maladie : 

« Je me rappelle qu'un jour mon père rentra plus frappé que de coutume ; en arrivant à Saint-Père (l'hôpital), dans un des couloirs, il avait rencontré une très jeune sœur qui portait sur son dos un Russe mort du typhus ; le bon abbé Jumentier soutenait les deux pieds du cadavre. Il avait fallu faire une place pour un autre malade : cette jeune sœur mourut peu après, l'abbé Jumentier et mon père ont survécu. »

Proche des pauvres, il jouissait d'un très grande considération et popularité  et était l'homme le plus respecté de Chartres : 

« Né dans une position modeste, il mourut comme il avait vécu, pauvre : sa charité n'avait pas de bornes, ce qu'il possédait n'était pas censé lui appartenir, il ne le regardait que comme un pieux dépôt dont la providence l'avait rendu le dispensateur. Actif, infatigable, bravant l'intempérie du temps, son zèle ne connaissait que les veilles, le repos jamais. Il savait deviner toutes les misères, tous les besoins. Il les prévenait et pour ne pas rendre jusqu'à sa charité importune, il la faisait dans l'ombre, et portait à domicile le bois, le pain, les vêtements »

En 1835, alors octogénaire, un enfant étourdi le fait tomber, il se casse la jambe et demeure infirme les six dernières années de sa vie. Il meurt à Chartres en son domicile, rue du petit Beauvais, le 8 août 1840.
Ses obsèques ont lieu à la cathédrale Notre-Dame de Chartres, en présence d'une foule immense.
Son portrait, réalisé en 1831 par Pierre-Vincent Gilbert, professeur de dessin au collège de Chartres, se trouve au musée des Beaux-Arts de Chartres.

### Monument
Lors de son décès, une souscription est ouverte en vue de lui élever un monument funéraire. Parmi les souscripteurs on trouve le jurisconsulte François-André Isambert. Le monument est réalisé sur les dessins de M. Piébourg fils, architecte à Chartres, sculpté par Henri Parfait, sculpteur à Paris, et inauguré le 10 août 1841 au cimetière Saint-Chéron de Chartres, après une messe célébrée à l'église Saint-Pierre.
Le monument porte les inscriptions suivantes :

« JUMENTIER
Curé de Saint-Hilare, vicaire de Saint-Pierre
Administrateur des hospices de Chartres, président du bureau de la bibliothèque communale
Né à Saint-Chéron le 30 mai 1749, décédé le 8 août 1840.
Ses concitoyens voulant honorer sa charité, ses vertus, lui ont élévé ce monument.
8 août 1841 »

### Influences
L'abbé Jumentier a eu une influence importante sur le jurisconsulte, avocat, magistrat et homme politique, cofondateur de la Société française pour l'abolition de l'esclavage, François-André Isambert. Dans une lettre publique en date du 1er mai 1846 adressée à l'évêque de Chartres Claude-Hippolyte Clausel de Montals, François-André Isambert a écrit : 

« Il m'importe peu de passer à vos yeux pour un impie : on sait dans mon pays, où vous pouviez faire tant de bien, qu'elle fut ma liaison avec la famille Jumentier, qui comptait dans son sein un véritable Vincent de Paul. Ce vieillard vénérable, auquel nos concitoyens ont élevé un monument, et que vous avez laissé simple vicaire, malgré plus de soixante ans de vertus et les services immenses qu'il a rendus à la religion pendant les mauvais jours de la révolution, m'a toujours honoré de sa tendresse, et je lui avais voué une piété presque filiale. (...) Vous et nous, nous descendrons bientôt dans la tombe, et nous verrons alors lequel sera trouvé le plus pur par le Dieu des miséricordes. »

## Sources
(octobre 2023).
- L'Ami de la religion et du roi, Volume 70, 1832[source insuffisante] ;
- Édouard Hocquart, Le Clergé de France, ou Beaux exemples de vertus chrétiennes donnés par des ecclésiastiques depuis le milieu du siècle dernier, 1833 ;
- Nécrologie de l'Abbé Jumentier publiée dans l'Annuaire d'Eure-et-Loir pour 1841, pages 401 et 402 ;
- Ernest Sevrin, Un évêque militant et gallican au XIXe siècle, Volumes 1 à 2, 1955 ;
- Maurice Jusselin, Petite histoire de la Bibliothèque municipale de Chartes, 1962 ;
- Chartres au XIXe siècle, 1983[source insuffisante] ;
- Roger Joly, Eure-et-Loir: préparation des États généraux de 1789, 1989 ;
- Bulletin de la Société archéologique d'Eure-et-Loir, Numéros 36 à 39, 1993 ;
- Mémoires de la Société archéologique d'Eure-et-Loir[source insuffisante].